# Скандал в фехтовании на летних Олимпийских играх 2012
Скандал в фехтовании на летних Олимпийских играх 2012 — спорная ситуация в полуфинальном бою женского турнира по шпаге между кореянкой Син А Рам и немкой Бриттой Хайдеманн, в результате чего соревнования были прерваны почти на час, а впоследствии Международной федерацией фехтования было принято решение об изменении системы отсчёта времени фехтовальных поединков.

## Соревнование и результаты
Индивидуальные соревнования шпажисток состоялись 30 июля 2012 года на арене ExCel Centre. Полуфинальный поединок между Син А Рам и Бриттой Хадеманн прошел в очень упорной борьбе с минимальным количеством атакующих действий. Из-за этого спортсменки не смогли набрать 15 очков, необходимых для победы. По истечении трёх раундов счёт был равным — 5:5, в результате чего по правилам была назначена дополнительная минута до первого нанесенного укола. По жребию в этом случае одной из фехтовальщиц достается приоритет, если после дополнительной минуты счет по-прежнему равный, побеждает спортсмен, имеющий этот приоритет.

Приоритет выпал кореянке, что вынудило её немецкую соперницу постоянно атаковать. Но за 59 секунд Хайдеманн так и не смогла пробить защиту Син А Рам, чтобы нанести укол «в один фонарь». Когда на табло осталась одна секунда немка дважды бросалась в атаку, и каждый раз зажигались обе лампы, свидетельствующие о обоюдном уколе. Син А Рам несколько раз обращалась к судье с претензией на тему того, что обе атаки Хайдеманн явно заняли какой-то отрезок времени, при том что на табло по-прежнему горела 1 секунда. Третья атака немки, вновь завершившаяся обоюдным уколом, также не изменила оставшегося до конца боя времени.

Дело в том, что на момент проведения Олимпиады, минимальной единицей отсчета времени в фехтовании была одна секунда. Если от команды судьи «Allez!» до момента нанесения укола проходило менее одной секунды, то время на табло оставалось прежним. Это несовершенство системы тайминга сыграло в пользу Хайдеманн, которая с четвертого раза все же сумела нанести своей противнице решающий укол. И в этом случае на табло электронного секундомера вновь остались цифры 0.01, так как от команды судьи до точного укола вновь прошло чуть менее секунды.

Син А Рам отказалась покидать дорожку, так как её уход стал бы подтверждением того, что она признаёт своё поражение. В это время корейские тренеры подали протест на результат боя. После почти часового разбирательства он был отклонен. Кореянке пришлось довольствоваться поединком за бронзовую медаль с китаянкой Сунь Юйцзе, но измотанная полуфиналом и скандалом, за ним последовавшим, сравнительно легко проиграла его со счетом 11:15. Хайдеманн же в итоге завоевала серебро, проиграв один укол в финале украинке Яне Шемякиной. По мнению журналистов это был один из самых драматических моментов лондонской Олимпиады

## Последствия скандала
После Олимпиады Син А Рам получила специальную медаль от Международной федерации фехтования (FIE), но отказалась от неё, мотивируя это тем, что «не считает, что от её вручения она почувствует себя лучше, ведь это не олимпийская награда». Президент Олимпийского комитета Кореи Пак Юн Сун заявил, что «награда стала выражением FIE сожаления о случившемся и признанием олимпийского духа Син А Рам».

Начиная с сезона 2012—2013 FIE изменила правила отсчёта времени фехтовальных поединков. Теперь минимальным временным промежутком является одна сотая секунды.